# Il destino del leone
Il destino del leone (When the Lion Feeds, 1964) è il primo romanzo d'avventura di Wilbur Smith, nel quale introduce la saga della famiglia Courtney, le cui avventure egli narrerà in molti altri romanzi successivi. Scritto quando lavorava ancora come oscuro impiegato per la Salisbury Inland Revenue, il suo successo gli permise di diventare un ricco autore dedicato a tempo pieno alla scrittura.

## Trama
Natal, 1870. Due fratelli, Sean e Garrick Courtney, stanno tornando a casa dopo una giornata di vagabondaggio nella savana, quando scoprono che poco lontano da casa loro si nasconde una grande e vecchia antilope. Decisi a cacciarla, all'oscuro del severo padre Waite, i gemelli approfittano dell'assenza dei genitori per il loro passatempo: impossessatisi del fucile del padre, i due tendono un agguato all'antilope e Sean riesce a colpirla. Nell'eccitazione del momento il ragazzo corre verso il fratello ma scivola e parte un secondo colpo dalla potente carabina che colpisce la gamba di Garrick. Amputato l'arto, Garrick diventa ancora più indifeso di quanto non sia già, e dovrà dipendere da Sean che, per fratellanza e senso di colpa, ne diventa il difensore in ogni situazione.
Espulsi entrambi dalla scuola di Ladyburg per un'aggressione di Sean a uno dei maestri, i fratelli vengono "assunti" da Waite per lavorare nel suo allevamento di bestiame. Nel corso dell'anno Sean inizia una relazione clandestina con Anna Van Essen, una ragazza del paese. Passato del tempo scoppia una guerra tra i proprietari terrieri e di bestiame di Ladyburg contro Cetewayo, capo degli zulu del fiume Tugela. La notte prima della grande battaglia, Sean e Anna fanno l'amore di nascosto. In netta minoranza numerica, i bianchi vengono sconfitti dai guerrieri zulu e tutto si conclude con un massacro. Sean si salva per miracolo e grazie all'inaspettato aiuto di Mbejane, figlio di Cetewayo (ucciso anch'egli in battaglia) riesce a tornare in città. Nel frattempo Anna, che è si è scoperta incinta di un ignaro Sean, decide di sposare Garrick (divenuto eroe di guerra per aver impedito -involontariamente - agli zulu di penetrare in un avamposto), ma rimane delusa quando scopre che, oltre che zoppo, il giovane è anche impotente. Sean si ricongiunge invece con la famiglia, ignaro che Anna aspetta suo figlio (Michael, che Garrick in seguito riconoscerà come proprio): sarà lei stessa a svelarglielo dichiarando di essere ancora innamorata di lui. Furiosa per i rifiuti di Sean, Anna fa credere a Garrick che il cognato l'abbia violentata; essendo Garrick troppo poco coraggioso per uccidere il fratello, ella gli ordina di andarsene da Teunis Kraal per sempre.
Così, Sean, assieme all'amico/servitore Mbejane dalla sua regione d'origine (il Natal) raggiunge il Transvaal. Lì conosce Duff Charleywood, figlio di un barone e esperto consulente minerario. Unendo i propri risparmi, i due decidono di mettersi in società e vanno in cerca di un terreno per aprire una miniera, che troveranno nei pressi della nascente Johannesburg acquistandolo dalla albergatrice Candy Rautenbach. Dopo le difficoltà iniziali e a un passo dal fallimento Sean e Duff riescono a trovare una ricca vena che dà inizio alla loro fortuna. Non mancheranno però incidenti e problemi nella loro ricca nuova vita (Sean rischia di morire in un incidente nella miniera, mentre Duff a un passo dall'altare abbandona Candy, sua promessa sposa, per poi ritornare), finché i due vengono raggirati da un rivale in affari e perdono tutto quanto possiedono, al che, su iniziativa di Sean, diventano cacciatori di elefanti e d'avorio nella savana.
Un nuovo incidente stravolge però la vita di Sean, quando Duff viene attaccato e mortalmente colpito da uno sciacallo idrofobo; ma Sean, sempre in compagnia dei suoi colleghi zulu, non molla e continua a cacciare elefanti. Inaspettatamente l'uomo si imbatte in una famiglia boera, i Leroux (Mamma e Papà Leroux, e i figli Jan Paulus e Katrina) con cui entra in simpatia. Sean sposa Katrina dopo essere riuscito a convincere suo padre e dopo qualche mese i due hanno un figlio che chiamano Dirck. Ritornati a Johannesburg dopo qualche anno di viaggio nel "bush" e caccia nella savana, la famiglia Courtney si imbatte in Candy, ora direttrice di un importante albergo in città. La donna suscita subito la gelosia di Katrina, che è appena scampata ad un'atroce forma di malaria, e dopo aver perso quello che sarebbe stato il suo secondo figlio è avvolta da una grave depressione, che alimenta una gelosia fatale che le fa credere che Sean la tradisca. Katrina fugge di notte verso la vecchia miniera di Sean e si getta nella voragine, come constatano coloro che erano venuti alla sua ricerca. Vedovo e con un figlio a carico, insieme ai suoi uomini Sean si lascia ancora una volta la città alle spalle per ritornare nella selvaggia savana del Bushveld.

## Edizioni
- Wilbur Smith, Il destino del leone, traduzione di Marco Biondi, Collana La Gaja Scienza n.29, Milano, Longanesi, 1981.

- Wilbur Smith, Il destino del leone, traduzione di Mario Biondi, Segrate, Arnoldo Mondadori Editore, 1986.

- Wilbur Smith, Il destino del leone, traduzione di Mario Biondi, Milano, TEA, 1992,  p. 471, ISBN 9788878192423.

- Wilbur Smith, Il destino del leone, traduzione di Mario Biondi, Milano, TEA, Teadue, 2002,  p. 472.

- Wilbur Smith, Il destino del leone, traduzione di Mario Biondi, Milano, TEA, Best TEA, settembre 2008,  p. 390, ISBN 9788850216703.

- Wilbur Smith, Il destino del leone, traduzione di Mario Biondi, Milano, TEA, Best TEA, luglio 2016,  p. 471, ISBN 9788850243983.

- Wilbur Smith, Il destino del leone, traduzione di Mario Biondi, Milano, TEA, Tea più, gennaio 2018,  p. 471, ISBN 9788850249077.

- Wilbur Smith, Il destino del leone, traduzione di Stefano Giorgianni, Milano, HarperCollins, 16 luglio 2020, ISBN 9788869057793.